# Michael Bowes-Lyon, 18. jarl af Strathmore og Kinghorne
Michael Bowes-Lyon, 18. jarl af Strathmore og Kinghorne DL (født 7. juni 1957 i Windsor, død 27. februar 2016 i London) var en britisk adelsmand.
Blandt familie og venner  var han kendt som Mikey Strathmore, i offentligheden som Lord Strathmore.

## Familie
Michael Bowes-Lyon var den eneste søn af Michael Bowes-Lyon, 17. jarl af Strathmore og Kinghorne og Mary Pamela McCorquodale (født 1932). Han var en efterkommer af grevinde Cecilia Bowes-Lyon (født Cecilia Nina Cavendish-Bentinck), og han var også efterkommer af de britiske premierministre William Henry Cavendish-Bentinck, 3. hertug af Portland og William Cavendish, 4. hertug af Devonshire.
Blandt hans slægtninge er dronning Elizabeth Bowes-Lyon (1900–2002), der blev gift med kong Georg 6. af Storbritannien. Efter kong Georg 6.'s død i 1952 var Elizabeth Bowes-Lyon kendt som dronningemoderen frem til hendes egen død i 2002. Elizabeth Bowes-Lyon blev mor til dronning Elizabeth 2. af Storbritannien (1926–2022) og til Prinsesse Margaret, grevinde af Snowdon (1930–2002). Blandt andre slægtninge er John Bowes-Lyon, der var bror til dronningemoderen og hans næstældste datter Anne Bowes-Lyon, der sit andet ægteskab var gift med Prins Georg af Danmark. 

## Hofmand og politiker
Som en stor dreng (i 1971–1973) var han ærespage for dronningemoderen. Senere (i 1989–1992) blev han hofmand hos dronning Elizabeth 2. af Storbritannien.  Han var kaptajn i Yeomen of the Guard i 1991–1994.  
Michael Bowes-Lyon var medlem af Overhuset i 1987–1999. Han var viceindpisker i 1991–1994. 

## Ægteskab og børn
Michael Bowes-Lyon var gift tre gange.
Den 14. november 1984 blev han gift med Isobel Charlotte Weatherall (født ca. 1962). De blev separeret i 2003 og skilt i 2005. Hendes ældre søster Catherine Nony Weatherall var gift med Christopher Soames (1920–1987), der var et barnebarn af premierminister Winston Churchill og slægtning til spejderbevægelsen grundlægger Robert Baden-Powell.
Isobel Charlotte Weatherall og Michael Bowes-Lyon fik tre sønner: 
- Simon Bowes-Lyon, 19. jarl af Strathmore og Kinghorne (født 18. juni 1986)
- Den ærede John Fergus Bowes-Lyon (født 1988), p.t. er  John Fergus Bowes-Lyon den nærmeste arving til titlen som jarl.
- Den ærede George Norman Bowes-Lyon (født 1991).

Den 24. november 2005 blev han gift med den kliniske psykolog Dr. Damaris E. Stuart-William. De blev separeret i 2007 og skilt i 2008. De fik en søn:
- Den ærede Toby Peter Fergus Bowes-Lyon (født marts 2005) (legitimeret, da hans forældre giftede sig i november 2005).

Den 4. august 2012 giftede han sig med Karen Baxter, der kom ingen børn i dette ægteskab, og hun overlevede sin mand. 